# Чивиркуй
Чивиркуй (рос. Чивыркуй) — селище Баргузинського району, Бурятії Росії. Входить до складу Міського поселення Селище Усть-Баргузин.
Населення — ненаселене (2015 рік).